# Brit Morin
Brittany "Brit" Morin (San Antonio, 6 de diciembre de 1985) es una inversora de capital riesgo, empresaria y tecnóloga estadounidense. Es cofundadora y socia directora de Offline Ventures, un fondo y estudio de capital riesgo en fase inicial, fundadora y consejera delegada de Brit + Co, una empresa de medios de comunicación y educación digital con sede en San Francisco, fundadora de Selfmade, una plataforma educativa y comunitaria para mujeres emprendedoras, y fundadora de BFF, una comunidad de acceso abierto para mujeres y personas no binarias en Web3.
Morin es autora de Homemakers: A Domestic Handbook for the Digital Generation, publicado por HarperCollins, y a partir de 2021 escribe una columna de consejos empresariales, "Dear Brit", en la revista Entrepreneur.

## Trayectoria
Morin nació en San Antonio (Texas) y estudió Ciencias Empresariales y Comunicación en la Universidad de Texas en Austin.Tras graduarse, Morin se trasladó a Silicon Valley. Trabajó en Apple en iTunes y más tarde pasó cuatro años en Google, donde ayudó a lanzar proyectos como Google TV, Google Maps e iGoogle bajo la dirección de Marissa Mayer.

### Brit + Co
En 2011, a los 25 años, Morin dejó Google para fundar Brit + Co, un sitio web y una marca de estilo de vida con sede en San Francisco dirigida a mujeres. En 2017, la empresa llegaba a 130 millones de personas al mes.
La empresa recaudó 1,25 millones de dólares de Capital inicial en abril de 2012. Al año siguiente, cerró rondas de financiación con 6,3 millones de dólares en financiación de serie A liderada por Oak Investment Partners. Y recibió 20 millones de dólares en financiación de serie B en 2015, liderada por Intel Capital, lo que les permitió realizar su primera adquisición de una DIY app llamada Snapguide. En 2017, se informó de que Brit + Co había recibido 45 millones de dólares en financiación de capital riesgo de inversores como Verizon Ventures y Marissa Mayer, y fue seleccionada para el Disney Accelerator Program.

### Offline Ventures
En 2020 Morin lanzó el fondo de capital riesgo y estudio Offline Ventures con Dave Morin, Nate Bosshard y James Higa, para invertir e incubar empresas tecnológicas en fase inicial que desarrollan tecnología sanitaria.

### Selfmade
En 2020 Morin lanzó Selfmade, un mercado basado en suscripciones y una comunidad para que las mujeres fundadoras aprendan cómo iniciar y desarrollar un negocio.

### BFF
En 2022, Morin y su compañera emprendedora Jamie Schmidt cofundaron BFF, una comunidad online para educar a mujeres y personas no binarias en la web3.

### Pódcasts
De 2020 a 2022, Morin presentó el podcast "Teach Me Something New" en colaboración con iHeartMedia, entrevistando a invitados como Ashton Kutcher, Mila Kunis, Meena Harris y Glennon Doyle.
En 2022, Morin lanzó First In Line, un podcast en el que Morin habla con empresarios, famosos y directores ejecutivos sobre el futuro de los negocios. Entre los invitados figuran Eva Longoria, Mila Kunis y Gwyneth Paltrow.
En junio de 2023, Jessica Lessin junto con Sam Lessin, Dave Morin y Brit Morin comenzaron un podcast llamado "More or Less" donde discuten las últimas noticias de Silicon Valley.

### Consejos de Administración
Morin formó parte de la junta directiva de Girl Scouts of the USA y es miembro del consejo de Life360.

## Reconocimientos
En 2015, fue incluida en la lista de las 100 mujeres de la BBC. En 2014, formó parte de la lista Forbes "30 Under 30" - Media, y en 2017 fue incluida en la lista "30 Under 30" All-Star Alum. También fue nombrada Innovadora Emprendedora Femenina de Glamour, y formó parte de la lista de las 10 Emprendedoras Más Prometedoras de Fortune en 2015, de la lista de 30 menores de 30 de Refinery29, de la lista Creative 100 de Adweek en 2018, de la lista 40 Under 40 de Ad Age en 2018, de la lista "Most Influential Millennial Moms" de la revista Parents, y una de las American Women at 30 de la revista ELLE.

## Obra
En 2015 Morin escribió su primer libro, Homemakers: A Domestic Handbook for the Digital Generation, publicado por HarperCollins. En 2021 lanzó la columna bimensual de consejos empresariales "Dear Brit" en la revista Entrepreneur, y se convirtió en miembro fundadora del Consejo de Administración de Fast Company, publicando artículos en el sitio web de la revista.

## Vida personal
Morin está casada con Dave Morin, empresario, y viven en Mill Valley con sus tres hijos.